# Marco Soria
Marco Soria Galvarro (* 6. Juni 1953) ist ein ehemaliger bolivianischer Radrennfahrer.

## Sportliche Laufbahn
Soria war im Straßenradsport und im Bahnradsport aktiv. Er war Teilnehmer der Olympischen Sommerspiele 1976 in Montreal. Im olympischen Straßenrennen schied er aus. Im 1000-Meter-Zeitfahren belegte er den 26. Rang.